# 38年
| 千纪： | 1千纪                                                                                |
| 世纪： | 前1世纪 \| 1世纪 \| 2世纪                                                            |
| 年代： | 0年代 \| 10年代 \| 20年代 \| 30年代 \| 40年代 \| 50年代 \| 60年代                    |
| 年份： | 33年 \| 34年 \| 35年 \| 36年 \| 37年 \| 38年 \| 39年 \| 40年 \| 41年 \| 42年 \| 43年 |
| 纪年： | 东汉建武十四年                                                                       |

## 各国领袖

### 非洲
- 库施
  - 国王：Pisakar（30年－40年）
- 毛里塔尼亚
  - 国王：Ptolemy（23年－40年）

### 亚洲
- 中国
  - 东汉：
    - 皇帝：汉光武帝（25年－57年）
- 匈奴
  - 单于：呼都而尸道皋若鞮单于（18年－46年）
- 朝鲜
  - 百济：
    - 国王：多娄王（28年－77年）

  - 高句丽：
    - 国王：大武神王（18年－44年）

  - 新罗：
    - 国王：儒理尼师今（24年－57年）
- 贵霜帝国
  - 国王：丘就却（30年－80年）

### 欧洲
- 阿特雷巴特
  - 国王：Verica（15年－40年）
- 卡图维勒尼
  - 国王：Cunobelinus（9年－40年）
- 高加索伊比里亚
  - 国王：米尔达特一世（30年－50年）
- 罗马帝国
  - 皇帝：卡利古拉（37年－41年）

### 中东
- 科马吉尼
  - 国王：Antiochus IV（38年）
- 奈巴提亚
  - 国王：Aretas IV Philopatris（前9年－40年）
- 奥斯若恩
  - 国王：Abgar V（13年－50年）
- 安息
  - 国王：
    1. 阿尔达班三世（10年－38年）
    2. （内战导致政权并立）

    -       - 瓦尔达内斯一世（38年－47年）
      - 戈塔尔泽斯二世（38年－51年）

## 逝世
- 杜詩，東漢官員及發明家。
- 阿爾達班三世，安息國王。